# A·G·霍普金斯
A·G·霍普金斯（英語：Antony "Tony" Gerald Hopkins，1938年2月21日—）是一位英国历史学家，专攻非洲经济史和殖民时代的全球化历史，剑桥大学彭布罗克学院荣誉退休教授，主要作品有《美利坚帝国：一部全球史》（American Empire: A Global History）、《世界史中的全球化》（Globalization in World History）、《英帝国主义，1688—2015》（British Imperialism, 1688-2015）等。

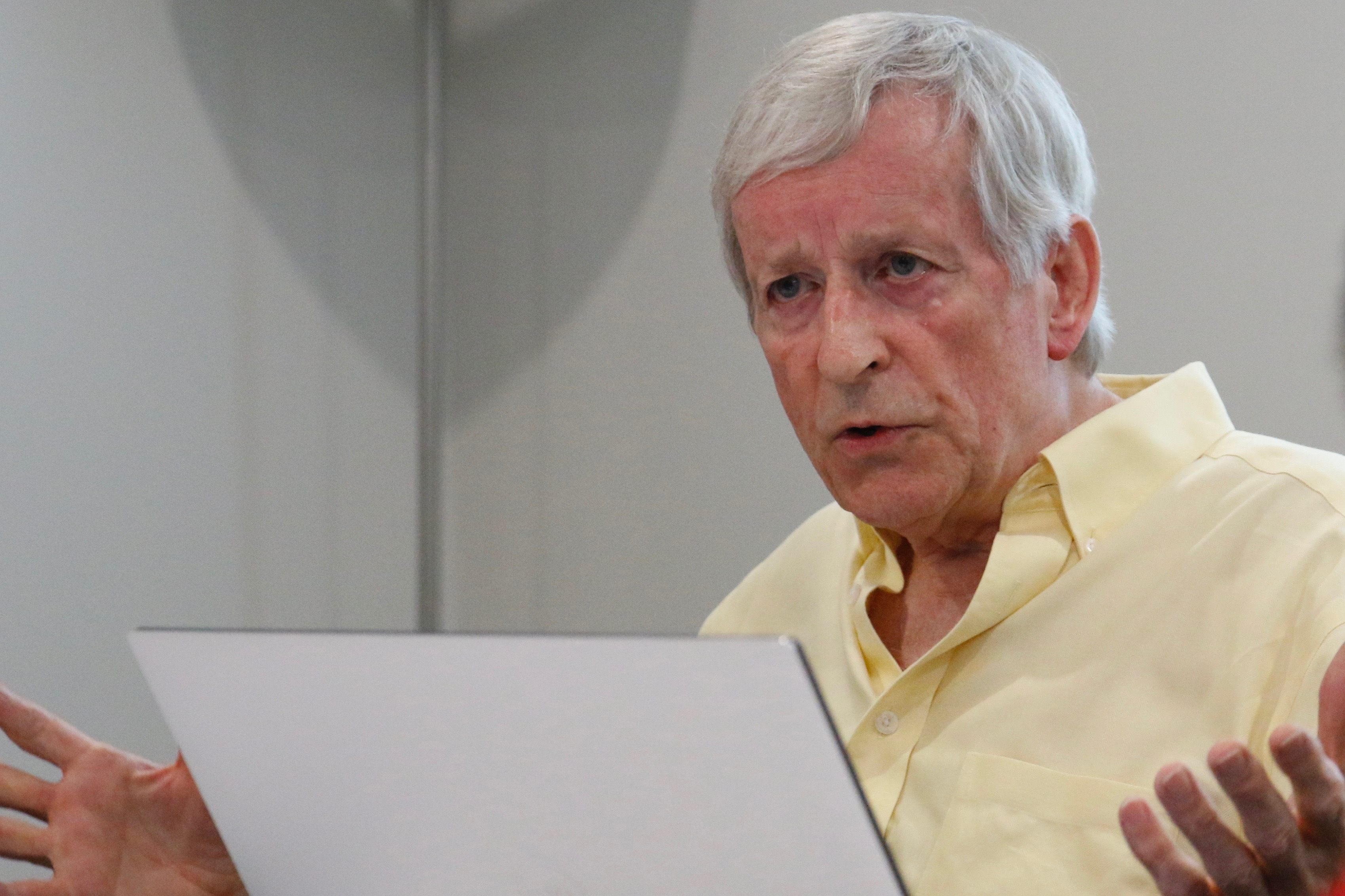
2020年2月在斯泰倫博斯大學的A·G·霍普金斯